# Verkeers- en vervoersorganisatie
Een verkeers- en vervoersorganisatie is een organisatie die de belangen van reizigers, het verkeer en het vervoer in het algemeen vertegenwoordigt.

## Nederland
Nederland kent diverse reizigers-, verkeers- en vervoersverenigingen die zich inzetten voor hun leden, zoals Veilig Verkeer Nederland, BOVAG, de Fietsersbond, de RAI en ROVER.
De bekendste en grootste vereniging is de ANWB, met circa 4 miljoen leden. De ANWB is opgericht in 1883 en behartigt de belangen van automobilisten, fietsers, wandelaars, ruiters, motorrijders, watersporters, kampeerders en reizigers. De organisatie doet dit onder andere door het aanschrijven van politici.
Daarnaast beschikt Nederland over twee internationaal zeer belangrijke mainports, de Rotterdamse haven en Schiphol. Nederland staat internationaal bekend als de doorvoerhaven van Europa. Bedrijven die opereren in het internationale vervoer van personen en goederen zijn vertegenwoordigd in diverse verenigingen, zoals EVO, FENEX, Koninklijk Nederlands Vervoer (KNV), Nederland Distributieland (NDL) en Transport en Logistiek Nederland (TLN).
De belangenverenigingen voor verkeer en vervoer zijn als particuliere organisaties volledig onafhankelijk van de overheid. De organisaties worden betaald door de leden, en vertegenwoordigen in hoofdzaak de leden. In het geval van 3VVN, ANWB, de Fietsersbond en ROVER zijn de leden particulieren. Bij BOVAG en RAI zijn de leden bedrijven die met name gericht zijn op particulieren.
De belangenverenigingen voor internationale vervoersbedrijven zijn als particuliere organisaties onafhankelijk van de overheid. De organisaties worden betaald door de leden en vertegenwoordigen de leden in het buitenland en bij de Nederlandse overheid. Ze lobbyen bij lokale, regionale, landelijke en Europese overheden en politici om de nationale en internationale (concurrentie-)positie van hun leden te versterken. De TLN heeft daarvoor zelfs een eigen kantoor in Brussel.

## België
Belgische reizigers-, verkeers- en vervoersverenigingen zijn onder andere RACB, TCB, Federauto en de TreinTramBus.
De Royal Automobile Club Belgium (RACB) werd opgericht in 1896 en verleent hulp bij autopech, verzorgt juridische hulp en organiseert autosportevenementen.
De Koninklijke Belgische Touring Club (TCB) verleent hulp bij autopech en heeft zich tot doel gesteld het Belgisch nationaal en internationaal toerisme te bevorderen.
Federauto is de Belgische confederatie van de autohandel en –reparatie en van de aanverwante sectoren en groepeert 16 organisaties die actief zijn in vijf verschillende sectoren.
De TreinTramBus is een vereniging zonder winstoogmerk die de belangen van gebruikers van het openbaar vervoer behartigt.

## Andere landen
- ACF (Automobile Club de France) in Frankrijk geldt als de oudste automobielclub ter wereld.
- ADAC (Allgemeiner Deutscher Automobil-Club) is de grootste Duitse verkeers- en vervoersorganisatie.
- EPF (European Passenger's Federation) is een federatie waarin verschillende Europese verenigingen van openbaar vervoergebruikers samenwerken
- ÖAMTC (Österreichischer Automobil-, Motorrad- und Touring Club) is de grootste autopechhulporganisatie van Oostenrijk.
- RAC (Royal Automobile Club) is een Britse autopechhulporganisatie
- TCS (Touring Club Schweiz) is de grootste autopechhulporganisatie van Zwitserland.

Tip: Voor een actueel overzicht kan gekeken worden naar de ledenlijst (members) op de EPF website.